# Шунджъ
Шунджъ (на китайски: 順治; на пинин: Shùnzhì) е третият владетел на Цин и първият, управлявал като император на целия Китай между 1644 и 1661 година.

## Биография
Той е роден на 15 март 1638 година в Шъндзин и е син на владетеля на Цин Абахай. След смъртта на баща му петгодишният Шунджъ е избран от манджурските князе за владетел, като негови регенти стават чичовците му Доргон и Дзиргалан. Под тяхно ръководство Цин слагат край на китайската династия Мин и Шунджъ се обявява за император. След смъртта на Доргон през 1650 година управлява самостоятелно.
Шунджъ умира на 5 февруари 1661 година в Пекин от едра шарка, разпространена в Китай болест, към която манджурците нямат изградена устойчивост. Наследен е от третия си син Канси.